# Абасов, Магомед Абасович
Магоме́д Аба́сович Аба́сов, известен как Абасил Магомед (25 декабря 1932, Тлайлух, Дагестанская АССР — 19 октября 2014, Махачкала) — советский и российский аварский поэт, народный поэт Республики Дагестан (1995).

## Биография
Окончил Литературный институт имени А. М. Горького в Москве. Работал учителем в высокогорных районах республики, редактором аварской редакции Дагестанского книжного издательства.
Член Союза писателей СССР с 1967 года, являлся членом Правления Союза писателей Республики Дагестан. В произведениях преобладают лирико-философские и исторические произведения.
Литературный дебют состоялся в 1959 года в республиканской газете «Красное знамя» и альманахе «Дружба», с 1961 года печатался в дагестанских издательствах, в коллективных сборниках молодых аварских поэтов «Молодые голоса», «Говор ручьёв» и других. Первый поэтический сборник на аварском языке «Подснежник» был выпущен в 1965 г. в Дагестанском книжном издательстве. Вслед за этим были изданы сборники его стихов и поэм: «Ночная лампада» (1966), «Орёл на скале» (1968), «Морская волна» (1971), «Горы над облаками» (1973), «В горах» (1975), «Череда» (1978), «Капельки» (1981), «Стихи и поэмы» (1982), «На крыльях ласточки» (1985).
Поэт являлся автором нескольких сборников стихов для детей: «Лесные сказки» (1972), «Лесные мелодии» (1974), «Пламенные сердца» (1978), «Лесные тайны» (1983). Его перу принадлежат трагедии «Махмуд из Кахаб-Росо» и «Камалил Башир». Драматические произведения автора вошли в книгу «Легенды о любви» (Дагкнигоиздат, 1988). В Москве издана книга его стихов «Орлиное перо» («Современник», 1985). В 2004 году в Дагестанском книжном издательстве вышла книга избранных произведений поэта на аварском языке.
В 1974 году за трагедию «Махмуд», поставленную на сцене Аварского музыкально-драматического театра, поэт был удостоен республиканской премии ДАССР им. Г. Цадасы, также он являлся лауреатом общественной литературной премии им. Махмуда из Кахаб-Росо.
В последние годы жил в родном селении Тлайлух, где создал в собственном доме литературный музей.

## Награды и звания
- Народный поэт Дагестана (1995)
- Заслуженный деятель искусств Дагестанской АССР
- Медаль «За любовь к родному селу»[1]